# Эйр Самара
Эйр Самара — российская авиакомпания, базировавшаяся в международном аэропорту Курумоч, Самара.

## История
После прекращения деятельности в 2008 году региональной авиакомпании «Самара», по инициативе Международного аэропорта «Курумоч» руководством области были озвучены планы по воссозданию отрасли авиаперелётов в Самаре. Было предложено рабочее название новой компании, которая будет построена взамен — Эйр Самара (Air Samara).
Сначала предполагалось, что авиакомпания унаследует свой флот от авиакомпании «Самара». Затем, в августе 2009 года, между аэропортом «Курумоч» и ОАО «Авиакор» было заключено соглашение о поставке пяти самолётов Ан-140-100 для новой авиакомпании.
В мае 2010 года областное правительство приняло постановление о выделении 100 миллионов рублей на приобретение трёх самолётов Ан-148-100Е у ВАСО.
13 июля 2010 года было зарегистрировано ОАО «Эйр Самара». Было запланировано начать полёты весной 2011 года, однако самолётный парк так и не был сформирован. Срок ожидания Ан-148 оказался слишком большим. Рассматривалось приобретение самолётов «Boeing-737», «Airbus», «Embraer» и Beechcraft King Air.
В 2012 году возникла идея объединения «Эйр Самара» с «Авиалиниями Мордовии», что позволило бы начать полёты, используя действующий сертификат эксплуатанта и воздушные суда Ан-24 и Ан-26 последнего, одновременно пополняя флот. Проводились переговоры о приобретении трёх Ан-140 производства самарского завода «Авиакор». Срок начала полётов был перенесён на зиму 2013 года. Однако в феврале 2013 года сертификат саранского перевозчика был аннулирован. От использования Ан-24 и Ан-26 также отказались.
В августе 2013 года «Эйр Самара» объявило два конкурса на приобретение в лизинг девяти самолётов Beechcraft King Air 350i, а в октябре было подписано соглашение с ОАО «ГТЛК» на приобретение трёх из них. К февралю 2014 года они были получены. Одновременно в ноябре 2013 года была подана заявка на получение сертификата эксплуатанта.
В апреле 2014 было объявлено о подписании губернатором Самарской области и собственником «Когалымавиа» (бренд MetroJet) Исмаилом Лепиевым соглашения о слиянии авиакомпаний под брендом Эйр Самара с базой в аэропорту Курумоч, что позволило бы не беспокоиться о получении сертификата эксплуатанта, а также сразу приступить к международным авиаперевозкам, не летая два года по региональным маршрутам.
В конце июня 2014 года «Эйр Самара» получила свой собственный сертификат эксплуатанта, в августе — эксплуатационную спецификацию, дающую право совершать пассажирские авиаперевозки и приступила к нерегулярным коммерческим пассажирским перевозкам.
Действие сертификата приостановлено с 15 декабря 2014 года в связи с нарушением правил организации, обеспечения и производства полетов, приведшим к авиационному происшествию.
В январе 2015 года «Эйр Самара» выбрала компанию для страхования трёх самолётов Beechcraft King Air 350i, в том числе и повреждённого, который планирует отремонтировать и возобновить действие его сертификата лётной годности.
16 февраля 2015 года Росавиация аннулировала сертификат эксплуатанта авиакомпании.

## Флот
Beechcraft King Air 350i — 3 (лизинг).

## Направления
Согласно годовому отчёту ОАО «Эйр Самара» за 2013 год, были запланированы регулярные и чартерные рейсы в столицы субъектов ПФО, а также крупные города смежных регионов. В предварительном общем расписании значились Москва (Домодедово), Волгоград, Екатеринбург, Казань, Краснодар, Пермь, Ростов, Тюмень, Уфа, Челябинск.
В августе 2014 года авиакомпания приступила к выполнению корпоративных, деловых и групповых чартерных рейсов по заявкам.

## Авиационные происшествия
25 ноября 2014 года самолёт Beechcraft King Air 350i, осуществляющий перелёт из Ульяновска в Самару, приземлился в Международном аэропорту «Курумоч» не выпустив шасси. В результате аварийной посадки самолёт выкатился за пределы взлетно-посадочной полосы и получил значительные повреждения нижней части фюзеляжа, закрылков, лопастей винтов и воздухозаборников двигателей. Находившиеся на борту два члена экипажа не пострадали.
В связи с авиационным происшествием действие сертификата эксплуатанта авиакомпании приостановлено с 15 декабря 2014 года, а с 16 февраля 2015 года сертификат был аннулирован.